# Sophie Trudeau
Sophie Trudeau es una música canadiense mayormente conocida por tocar para Godspeed You! Black Emperor y Thee Silver Mt. Zion Memorial Orchestra. También ha participado en otros proyectos musicales como Set Fire to Flames o Valley of the Giants. 

## Discografía

### Con Godspeed You! Black Emperor
- Slow Riot for New Zerø Kanada (1999)
- Lift Your Skinny Fists Like Antennas to Heaven (2000)
- Yanqui U.X.O. (2002)
- 'Allelujah! Don't Bend! Ascend! (2012)

### Con A Silver Mt. Zion
- He Has Left Us Alone but Shafts of Light Sometimes Grace the Corner of Our Rooms... (2000)
- "Born into Trouble as the Sparks Fly Upward". (2001)
- "This Is Our Punk-Rock," Thee Rusted Satellites Gather + Sing, (2003)
- The "Pretty Little Lightning Paw" E.P. (2004)
- Horses in the Sky (2005)
- 13 Blues for Thirteen Moons (2008)
- Kollaps Tradixionales (2010)
- Fuck Off Get Free We Pour Light on Everything (2014)

### Con Set Fire to Flames
- Sings Reign Rebuilder (2001)
- Telegraphs in Negative/Mouths Trapped in Static (2003)

### Con Valley of the Giants
- Valley of the Giants (2004)

### Con The Mile End Ladies String Auxiliary
- From Cells of Roughest Air (2005)

### Con Diebold
- Diebold (2007)
- Listen to My Heartbeast (2008)

### Con Kiss Me Deadly
- Misty Medley (2005)

- Datos: Q7563076
- Multimedia: Sophie Trudeau / Q7563076